# Germandat de Pagesos
La Germandat de Pagesos és una obra de Santa Maria de Palautordera (Vallès Oriental) protegida com a Bé Cultural d'Interès Local.

## Descripció
Edifici entre mitgeres, amb planta baixa, pis i golfes amb coberta a dues vessants de carener perpendicular a la façana principal. Els murs estan arrebossats i pintats recentment de color rosat. La façana està dividida per registres separats per una motllura i a les bandes hi ha una pilastra. Totes les obertures estan resseguides per una motllura senzilla. A la planta baixa hi ha tres portes d'arc rebaixat. En el pis, els buits són d'arc de mig punt amb balcó corregut amb barana de ferro, sostingut per mènsules decorades amb motius vegetals. A les golfes, per a la ventilació, hi ha tres obertures circulars emmarcades per motllures amb calats. Al damunt un frontó amb un gran òcul al mig.

## Història
En aquest edifici hi havia la Societat Recreativa "La Alianza" que organitzava concerts, teatre, balls, entre d'altres activitats. Durant la dictadura de Primo de Rivera va ser el local de la "Unión Patriótica", organització de caràcter polític.